# 杰瓦尔吉
杰瓦尔吉（Jevargi），是印度卡纳塔克邦Gulbarga县的一个城镇。总人口19174（2001年）。

## 人口
该地2001年总人口19174人，其中男性9835人，女性9339人；0—6岁人口3331人，其中男1697人，女1634人；识字率53.45%，其中男性为63.03%，女性为43.37%。